# Alanda
 (juin 2021).
Si vous disposez d'ouvrages ou d'articles de référence ou si vous connaissez des sites web de qualité traitant du thème abordé ici, merci de compléter l'article en donnant les références utiles à sa vérifiabilité et en les liant à la section « Notes et références ».
Alanda est un village du Cameroun, situé dans la région de l'Est et dans le département de la Kadey. Il est localisé dans la commune de Ndelele, au carrefour de routes allant vers Sangalé et Yola, vers Mindourou et Djampiel, vers Ngoura et Batouri.

## Population
En 1965, Alanda comptait 33 habitants principalement les kaka. Le recensement de 2005 permit le dénombrement de 217 habitants dont 113 de sexe masculin et 104 de sexe féminin.